# Benjamín Monterroso
Benjamín Monterroso   (Ciutat de Guatemala, 1 de setembre de 1952) és un exfutbolista guatemalenc de la dècada de 1970.
Pel que fa a clubs, destacà a CSD Municipal. Fou internacional amb la selecció de Guatemala.
Trajectòria com a entrenador:
- 1997-1998: Municipal
- 2003: Universidad
- 2004-2005: Jalapa
- 2005: Suchitepéquez
- 1998-1999:  Guatemala
- 2008-2009:  Guatemala
- 2010-2014: Unifut